# Eduard Marco Escamilla
Eduard Marco Escamilla (Borbotó, 1976) és un poeta i traductor valencià llicenciat en filologia catalana per la Universitat de València.

## Biografia
Va formar part del grup Qasida de poesia a la Universitat. Va publicar a la Col·lecció de poesia l'Alter de Catarroja, quinze poemes dins de Ideologiari. Amb La quadratura del cercle guanya el premi Manuel Rodríguez Martínez d'Alcoi, i l'any 2004 el publica Brosquil Edicions. Posteriorment publica Càbala (2007). L'any 2009, amb l'obra Refugi incòlume guanya la primera edició del concurs Premi Carles Salvador de Poesia en Valencià de la Universitat Politècnica de València. En 2012 forma part del jurat dels Premis Universitat de València d'Escriptura de Creació, en la modalitat de poesia.

## Obra
- Ideologiari, recull de poemes.  Catarroja: Col·lecció de poesia l'Alter, 2003.[4]
- La quadratura del cercle.  Brosquil Edicions, 2006 (Recerca núm. 14). ISBN 9788497951715.[6]
- Càbala.  Edicions 96, 2007. ISBN 978-84-95510-34-1.[2]
- Refugi Incòlume.  Editorial Denes, 2009. ISBN 978-84-96545-61-8.[7]
- Ultramarins. Ed. Bromera, 2022.
- L'Horta. Edicions 96, 2022.
- Cita prèvia. Ed. del Buc, 2023.
- Dolors. Edicions 62, 2024.

## Premis
- 2001. Finalista del Premi Solstici de Manises[1]
- 2002. Finalista del Premi Vicent Andrés Estellés Ciutat de Burjassot.[1]
- 2004. Premi de Poesia Manel Rodríguez Martínez, de l'Associació Amics de Joan Valls i Jordà d'Alcoi[8]
- 2007. Premis Marc Granell Vila d'Almussafes[2]
- 2009. Premi Carles Salvador de la Universitat Politècnica de València[7]
- 2022. Premi Maria Beneyto, de l’Ajuntament de València
- 2024. Premi de poesia Sant Cugat a la memòria de Gabriel Ferrater.
- 2025. Premi ciutat de Gandia. Modalitat de poesia.[9]